# 下町風俗資料館
下町風俗資料館（したまちふうぞくしりょうかん）と呼ばれ、したまちミュージアムと名称変更して2025年（令和7年）3月9日に再度開館した施設は、東京都台東区上野公園内、不忍池の畔にある台東区立の博物館である。主に、江戸時代から昭和時代中期くらいにおいて育まれた東京下町の文化的資料を扱う。「庶民の歴史である下町の大切な記憶を次の世代へ伝える」べく構想され、1980年（昭和55年）に開館した。指定管理者制度により公益財団法人台東区芸術文化財団が管理・運営を行っている。
2023年（令和5年）4月からリニューアル工事を行うために閉館し、「したまちミュージアム」に名称を変更して2025年（令和7年）3月9日に再度開館した。

## 概要
1階部分は、大正時代の下町の街並みを再現しており、裏長屋には路地やその共同井戸も再現展示され、路地に面する長屋の建物には駄菓子屋や銅壷屋が入居しており、表通りに面した商家の建物は花緒の製造卸問屋で、出桁造と呼ばれる当時の商家の典型的な建物内には作業場や帳場（現代で言う事務所）が再現されている。展示品は実際に使われていたものが殆どで、当時の電話ボックスや人力車も展示されている。ここでは、紙芝居などのイベントも行われる。
2階部分は、時折企画展示も行われる。ベーゴマ、けん玉など、昔の遊びが体験できるコーナーや、銭湯の番台がある。奥には昭和10-30年代 (1935年 - 1964年) の民家を再現したスペースもある。
外国人観光客にも人気が高く、ボランティアによる英語解説が行われることもある。
開館日・休館日・入館料など
- 開館時間 :9時30分から16時30分（ただし入館は16時00まで）[9]
- 休館日 : 月曜日（ただし祝休日と重なる場合は翌平日）、12月29日から1月3日、特別整理期間など[9]

特別整理期間や展示替等に伴う臨時休館があるので、来館前に運営組織の公式ホームページで最新情報を確認すること
- 入館料 :一般300円（200円）、小・中・高校生100円（50円）[9]

（　）内は20名以上の団体料金
アクセス
- JR上野駅（しのばず口）徒歩5分[5]
- 京成上野駅　徒歩3分[5]
- 地下鉄千代田線湯島駅　徒歩5分[5]
- 地下鉄銀座線、日比谷線上野駅　徒歩5分[5]
- 都営大江戸線上野御徒町駅　徒歩5分[5]
- 地下鉄銀座線上野広小路駅　徒歩5分[5]
- 東西めぐりん「水上音楽堂前」下車　徒歩2分[5]
- 東西めぐりん「京成上野駅」下車　徒歩2分[5]

### 沿革
- 1980年（昭和55年）10月1日 - 下町風俗資料館開館。
- 2023年（令和5年）4月から館内リニューアルのため、2025年（令和7年）3月8日まで休館[10][11]、3月9日から再度開館した。

### ギャラリー

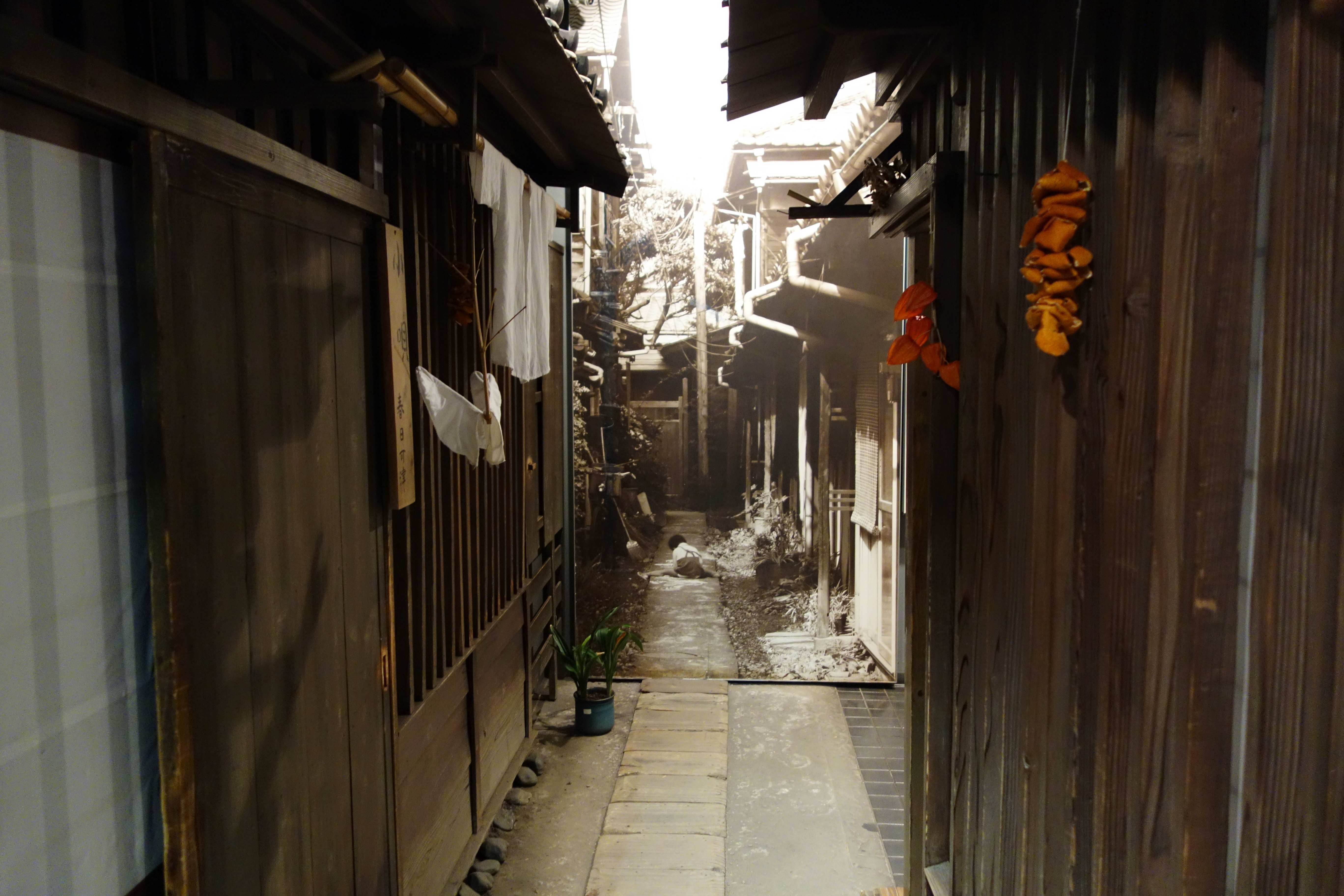
路地の再現展示
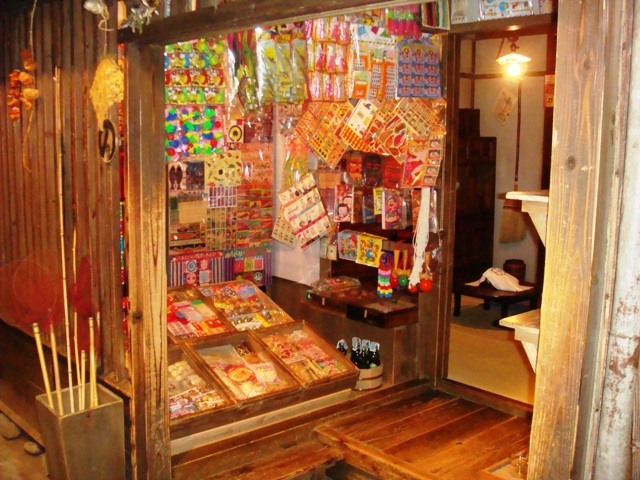
駄菓子屋の再現展示
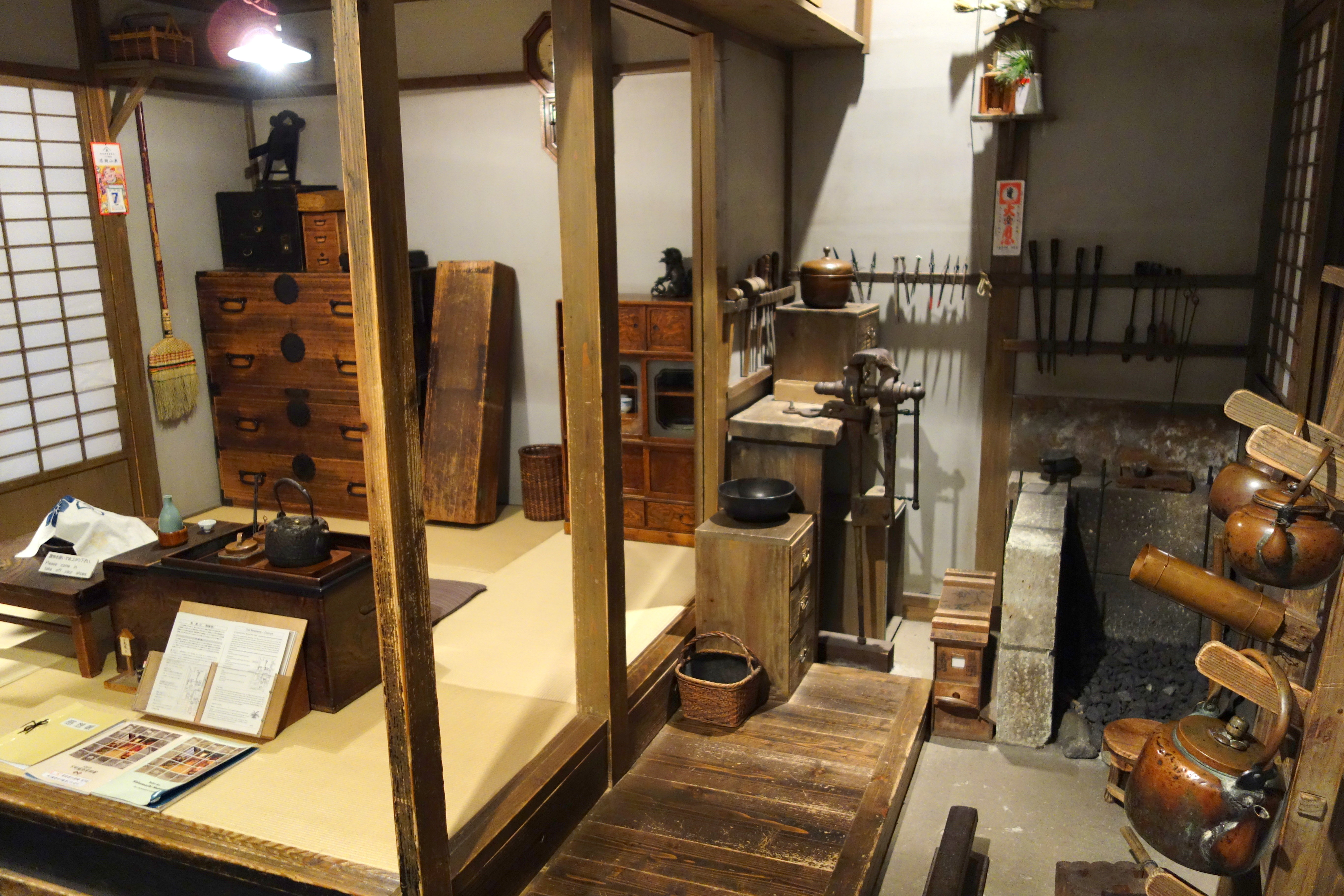
銅壷屋（銅器職人）の仕事場
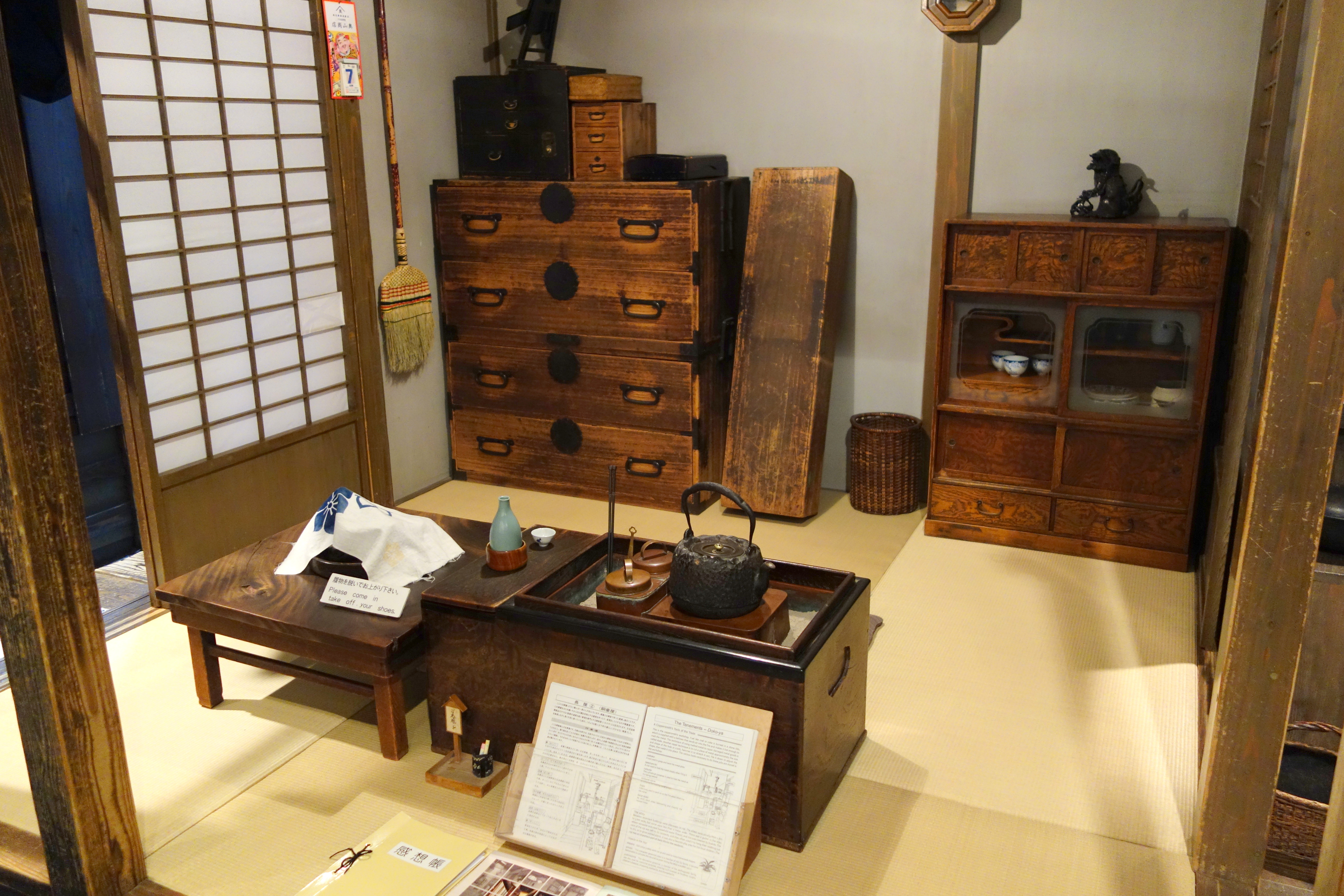
同じく銅壺屋の室内
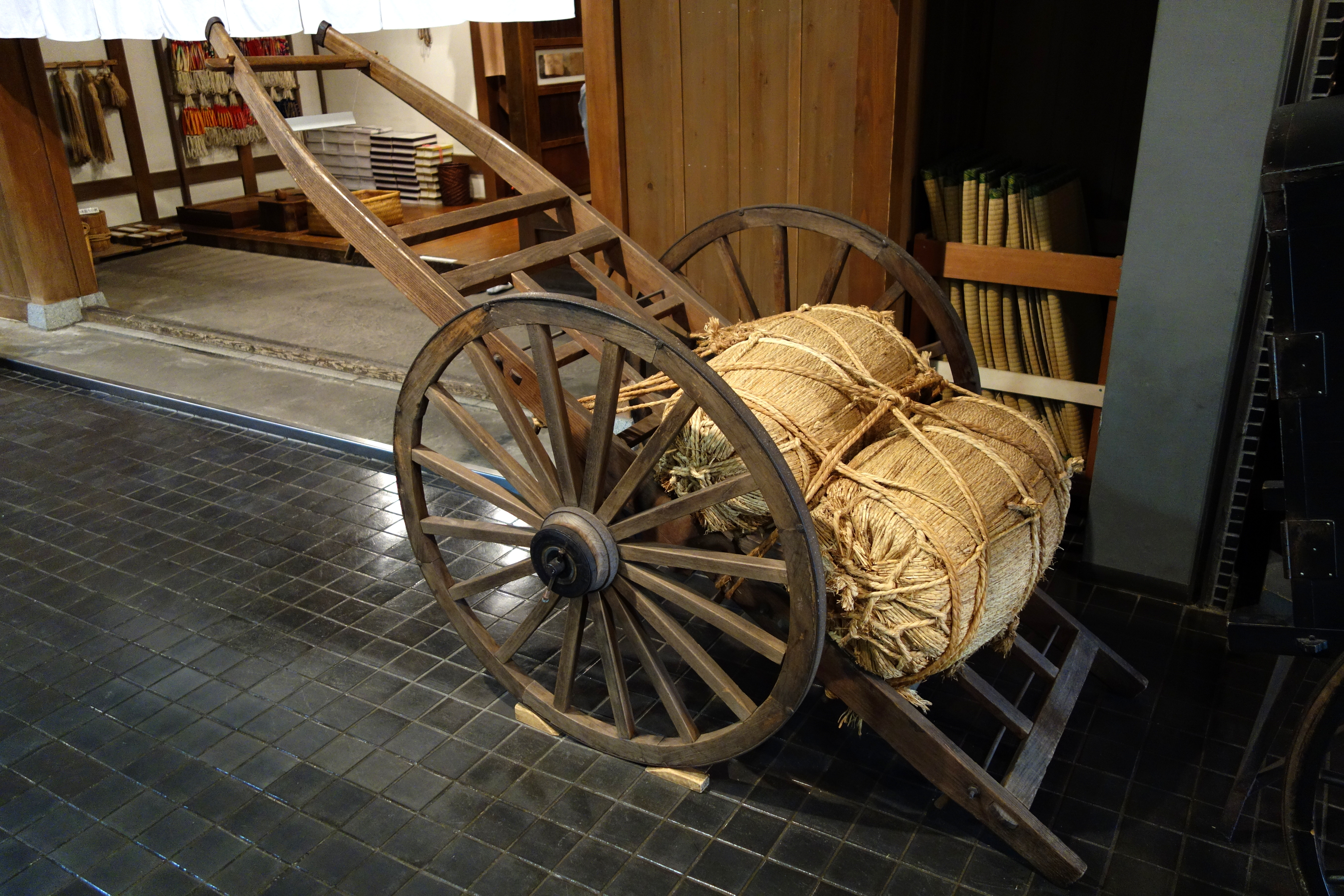
大八車
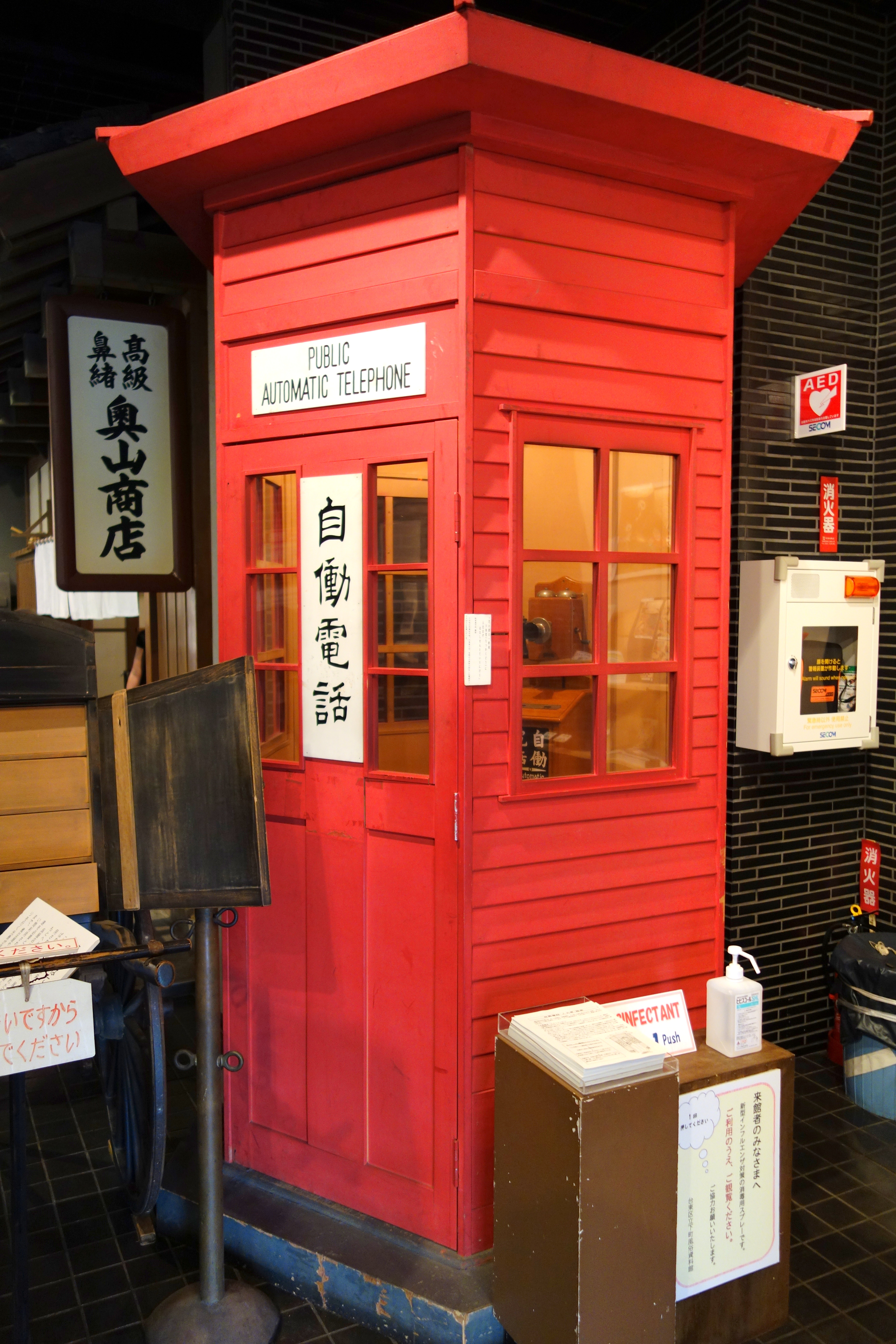
電話ボックス

## 付設展示場
付設展示場のほうは台東区上野桜木にある。1910年（明治40年）に建てられ、1986年（昭和61年）まで谷中で酒屋を営んでいた「吉田屋」の建物を移築し、展示場として使っている。ここでは、酒類の販売に使う道具や、商いに関する資料を展示している。